# Ateizm agnostyczny
Ateizm agnostyczny jest to pozycja filozoficzna, która obejmuje ateizm i agnostycyzm. Kontestuje istnienie nierozwiązywalnych problemów i skłania się ku materialistycznemu monizmowi.
Agnostyczny ateista nie wie, czy Bóg istnieje i dlatego się o Niego nie troszczy.